# Xenophrys wuliangshanensis
Xenophrys wuliangshanensis är en groddjursart som först beskrevs av Ye och Fei 1995.  Xenophrys wuliangshanensis ingår i släktet Xenophrys och familjen Megophryidae. IUCN kategoriserar arten globalt som otillräckligt studerad. Inga underarter finns listade i Catalogue of Life.